# BBC-Amber-Klasse
Die BBC-Amber-Klasse ist eine 18 Schwergutfrachter umfassende Schiffsklasse. Davon gehören 14 Schiffe zu der in Emden ansässigen Reederei Bockstiegel, die sie langfristig an die zur Briese-Gruppe gehörende Firma BBC Chartering vercharterte. Das Typschiff BBC Amber wurde 2011 fertiggestellt. Die Reederei Jüngerhans hat die restlichen vier Schiffe dieses Typs bestellt, die von Intermarine betrieben werden. Dort werden sie als F-Class bezeichnet.

## Technische Daten
Die Schiffe haben eine Tragfähigkeit von etwa 14.400 t bei 9,10 m Tiefgang. Durch den 8.280 kW leistenden Schiffsdieselmotor von MAN liegt die maximale Geschwindigkeit dieses Schiffstyps bei etwa 17,5 kn.
Ausgerüstet sind sie mit zwei 400-t-Kränen von NMF, die im Tandembetrieb eine Tragleistung von 800 t leisten. Außerdem ist achtern auf der Steuerbordseite ein 80-t-Kran installiert.
Die letzten sechs Schiffe der Reederei Bockstiegel werden mit zwei 450-t-Kränen statt mit 400-t-Kränen ausgestattet. Dadurch erhöht sich die Tragleistung im Tandembetrieb auf 900 Tonnen. Die Jüngerhans-Schiffe sind mit je zwei 800-t-NMF-Kranen ausgerüstet.
Der Rauminhalt der beiden Laderäume liegt bei circa 18.200 m³ und die Decksfläche, deren Lukendeckel mit 5 t/m² belastet werden können, ist etwa 1900 m² groß. Die vorne liegenden Aufbauten schützen etwaige Projektladung besser vor Seeschlag und bietet von der Brücke auch bei hoher Ladung eine gute Sicht nach vorne. Darüber hinaus ist Platz für bis zu 985 TEU an leeren Containern vorhanden. Die Schiffe verbrauchen pro Seetag etwa 38,5 t HFO.
Gebaut werden die Schiffe der Reederei W. Bockstiegel im chinesischen Jianxi und sind vom Germanischen Lloyd klassifiziert. Die Schiffe von Jüngerhans werden ebenfalls in China bei einer Werft der Sainty Marine Corporation in Yangzhou gebaut.

## Die Schiffe
| Schiffsname         | Bauwerft / Baunummer                      | IMO-Nummer | Indienststellung | Auftraggeber                         | Spätere Namen und Verbleib |
| ------------------- | ----------------------------------------- | ---------- | ---------------- | ------------------------------------ | --- |
| Lir J               | Sainty Shipbuilding, Yangzhou / 07STIG055 | 9506722    | 2010             | Reederei Jüngerhans MS „Proteus J“   | 2010: Industrial Freedom, 2011: Ocean Freedom                                                                                      |
| Eris J              | Sainty Shipbuilding, Yangzhou / 07STIG056 | 9506734    | 2010             | Reederei Jüngerhans MS „Eris J“      | 2011: Industrial Fighter, 2013: HHL Everest, 2014: Eris J, 2015: Daniella, 2016: Eris J, 2016: Industrial Fighter, 2019: BBC Topaz |
| Senda J             | Sainty Shipbuilding, Yangzhou / 07STIG058 | 9506758    | 2011             | Reederei Jüngerhans MS „Senda J“     | 2011: Industrial Faith, 2015: Mirabella, 2016: Industrial Faith, 2019: BBC Opal                                                    |
| Industrial Force    | Sainty Shipbuilding, Yangzhou / 07STIG057 | 9506746    | 2011             | Reederei Jüngerhans MS „Ran J“       | 2015: Ran J, 2016: Industrial Force, 2019: BBC Onyx                                                                                |
| BBC Amber           | Jiangzhou Union Shipbuilding / JZ1045     | 9563706    | 2011             | W. Bockstiegel ‘North Sea Wave’      | |
| BBC Amethyst        | Jiangzhou Union Shipbuilding /            | 9504724    | 2012             | W. Bockstiegel ‘North Sea Pioneer’   | |
| North Sea Commander | Jiangzhou Union Shipbuilding / JZ1027     | 9504736    | 2012             | W. Bockstiegel ‘North Sea Commander’ | 2012: BBC Aquamarine |
| North Sea Trader    | Jiangzhou Union Shipbuilding / JZ1029     | 9504748    | 2012             | W. Bockstiegel                       | 2012: BBC Citrine |
| North Sea Bird      | Jiangzhou Union Shipbuilding / JZ1046     | 9563720    | 2012             | W. Bockstiegel ‘North Sea Bird’      | 2012: BBC Coral |
| North Sea Favour    | Jiangzhou Union Shipbuilding / JZ1030     | 9504750    | 2013             | W. Bockstiegel                       | 2013: BBC Emerald |
| North Sea Moon      | Jiangzhou Union Shipbuilding / JZ1047     | 9563732    | 2013             | W. Bockstiegel                       | 2013: BBC Moonstone |
| North Sea Voyager   | Jiangzhou Union Shipbuilding / JZ1031     | 9504762    |                  | W. Bockstiegel                       | 2019: BBC Opal, 2024: Eastern Energy                                                                                               |
| North Sea Carrier   | Jiangzhou Union Shipbuilding / JZ1036     | 9504786    | 2012             | W. Bockstiegel                       | 2012: BBC Pearl |
| North Sea Island    | Jiangzhou Union Shipbuilding / JZ1037     | 9504798    | 2012             | W. Bockstiegel                       | 2012: BBC Sapphire |
| North Sea Sun       | Jiangzhou Union Shipbuilding / JZ1048     | 9563744    | 2016             | W. Bockstiegel                       | 2016: BBC Ruby |
| North Sea Eagle     | Jiangzhou Union Shipbuilding / JZ1032     | 9504774    |                  | W. Bockstiegel                       | 2019: BBC Quartz; im Bau bzw. Status unklar                                                                                        |
| North Sea Steamer   | Jiangzhou Union Shipbuilding / JZ1039     | 9504815    |                  | W. Bockstiegel ‘North Sea Steamer’   | 2019: BBC Topaz; im Bau bzw. Status unklar                                                                                         |
| North Sea Cruiser   | Jiangzhou Union Shipbuilding / JZ1038     | 9504803    | 2022             | W. Bockstiegel                       | 2022: BBC Tourmaline, 2022: History Eduard                                                                                         |

Die Schiffe fahren unter der Flagge von Antigua & Barbuda.
Alle Schiffe wurden nach Edelsteinen benannt, gelegentlich werden sie auch als Edelstein-Schiffe bezeichnet.
Die BBC Coral havarierte in der Werft bei einem Hebetest am 28. Februar 2012. Um im Tandembetrieb mit Tragfähigkeit von 800 t SWL zertifiziert zu werden, müssen die Schiffkrane über mindestens zwei Minuten die zu zertifizierende Masse plus 10 %, in diesem Fall also 880 t, heben. Hierbei krängte das Schiff stark, wodurch die Krane stark beschädigt wurden.